# Bomolocha velatipennis
Bomolocha velatipennis är en fjärilsart som beskrevs av Butler. Bomolocha velatipennis ingår i släktet Bomolocha och familjen nattflyn. Inga underarter finns listade i Catalogue of Life.